# Raivis Belohvoščiks
Raivis Belohvoščiks (født 21. januar 1976) er en lettisk tidligere professionel cykelrytter som cyklede for det professionelle cykelhold Saunier Duval-Scott fra 2007 til 2008.